# Westchester Knicks
Los Westchester Knicks es un equipo de baloncesto estadounidense que juega en la NBA G League, y que comenzó su andadura en la temporada 2014-15 como afiliado de los New York Knicks. Tiene su sede en el Condado de Westchester del estado de Nueva York, y disputa sus partidos en el Westchester County Center de la ciudad de White Plains.
Los Knicks fueron el séptimo equipo cuyo propietario es un equipo de la NBA, y sustituyó a los Erie BayHawks como afiliado de los New York Knicks.

## Afiliaciones
- New York Knicks (2014-presente)

## Trayectoria
| Westchester Knicks |                   |                   |     |     |      |                                                                           |
| 2014–15            | Atlantic          | 5º                | 10  | 40  | .200 |                                                                           |
| 2015–16            | Atlantic          | 2º                | 28  | 22  | .560 | Pierde en 1ª ronda Sioux Falls (0–2)                                      |
| 2016–17            | Atlantic          | 3º                | 19  | 31  | .380 |                                                                           |
| 2017–18            | Atlantic          | 1º                | 32  | 18  | .640 | Pierde Semifinal Conf. (Raptors) 80–92                                    |
| 2018–19            | Atlantic          | 2º                | 29  | 21  | .580 | Gana 1ª ronda (Windy City) 95–82 Pierde Semifinal Conf. (Lakeland) 91–104 |
| 2019–20            | Atlantic          | 5º                | 17  | 24  | .415 | Temporada cancelada por la pandemia de COVID-19                           |
| 2020–21            | —                 | 11º               | 7   | 8   | .467 |                                                                           |
| 2021–22            | Eastern           | 8º                | 17  | 15  | .531 |                                                                           |
| 2022-23            | Eastern           | 15º               | 9   | 23  | .281 |                                                                           |
| 2023-24            | Eastern           | 15º               | 12  | 22  | .353 |                                                                           |
| 2024-25            | Eastern           | 2º                | 22  | 12  | .647 | Pierde Semifinal Conf. (Maine) 118–124                                    |
| Temporada regular  | Temporada regular | Temporada regular | 202 | 236 | .461 |                                                                           |
| Playoffs           | Playoffs          | Playoffs          | 1   | 5   | .167 |                                                                           |